# Cicle del nitrogen

Representació esquemàtica del cicle del nitrogen, els bacteris hi tenen un paper principal.

Cicle del nitrogen en un aquari

El cicle del nitrogen és un cicle biogeoquímic amb el qual el nitrogen es converteix en diverses formes químiques. El nitrogen es mou principalment entre l'atmosfera, el terreny i els éssers vius. Aquest cicle és denominat "gasós" car el pou de reserva, és a dir, els reservoris d'aquest element químic, és justament l'atmosfera, on el nitrogen ocupa prop del 78% del volum total. La transformació del nitrogen pot esdevenir-se tant per processos biològics com no biològics. Els processos en el cicle del nitrogen inclouen la fixació del nitrogen, la mineralització i la desnitrificació. La disponibilitat de nitrogen afecta la taxa de processos clau en els ecosistemes, incloent la producció primària i la putrefacció. Les activitats humanes com són la combustió de combustibles fòssils, l'ús de fertilitzants artificials nitrogenats i l'alliberament de nitrogen en les aigües residuals han alterat molt el cicle del nitrogen.
La importància del cicle pels organismes vivents es deu a la seva necessitat d'assimilar nitrogen per a la formació de compostos orgànics vitals, com les proteïnes i els àcids nucleics, però, amb l'excepció de certs bacteris, en el procés anomenat fixació de nitrogen, el nitrogen atmosfèric no pot ser absorbit directament pels organismes, la qual cosa representa un factor limitant del desenvolupament forestal.
Les plantes, tanmateix, poden assimilar el nitrogen per mitjà de l'absorció d'alguns compostos nitrogenats (nitrits, nitrats i nitrat d'amoni) que, dissolts a l'aigua, arriben a les seves arrels. Un cop organitzat a la fitomassa, el nitrogen és transferit als organismes heteròtrofs, com els animals, mitjançant la cadena tròfica. La putrefacció de les restes orgàniques retorna al terreny l'element, que pot tornar a l'atmosfera gràcies a l'acció d'alguns bacteris especialitzats.
Aquest cicle és molt complex car l'àtom de nitrogen pot formar part d'un elevat nombre de molècules, totes molt diverses: el nitrogen molecular, l'amoníac i sals d'amoni, nitrits, nitrats i nitrogen orgànic. Els processos químics implicats en la formació d'aquestes molècules formen quatre grups: fixació del nitrogen, amonificació, nitrificació i desnitrificació.

El nitrogen a la taula periòdica.

## Funció ecològica
El nitrogen és essencial en molts processos i és crucial per a la vida a la Terra. Gran part del nitrogen es fa servir en les molècules de clorofil·la, essencials per a la fotosíntesi.
Malgrat que en l'atmosfera terrestre abunda el nitrogen, la major part no el poden usar les plantes. Cal un procés químic (natural o artificial) de fixació del nitrogen per a convertir el nitrogen diatòmic gasós en molècules útils per als organismes vius.

## Els processos del cicle delnitrogen
El nitrogen és present en el medi ambient en diverses formes, que inclouen el nitrogen orgànic, l'amoni (NH₄+), el nitrit (NO₂-), el nitrat (NO₃-), i el gas nitrogen (N₂). El nitrogen orgànic pot formar part del cos de qualsevol organisme viu, en l'humus o en productes intermedis. Els processos del cicle del nitrogen transformen el nitrogen d'una forma química a una altra. Molts del processos els fan els microbis, ja sigui per a produir energia o per a acumular nitrogen en la forma necessària per al creixement.

### Fixació del nitrogen

El nitrogen de l'atmosfera (N₂) és incorporat a la biosfera exclusivament per bacteris. En terra, pels bacteris fixadors dels nòduls radicals de lleguminoses i algunes altres plantes. Els animals herbívors l'adquireixen de les plantes que mengen. Les restes orgàniques dels animals, en descompondre's, són absorbides pels organismes descomponedors (bacteris i fongs) i s'incorporen al sòl. En el mar, també hi ha bacteris fixadors de nitrogen. Els bacteris del sòl fixadors de nitrogen, mitjançant el procés d'amonificació, transformen l'N₂ en NH₄^{+}. Al seu torn, els bacteris nitrificants, mitjançant el procés de nitrificació transformen el NH₄^{+} en NO₂^{-}. Altres bacteris nitrificants transformen l'NO₂^{-} en NO_{3}^{-}. Finalment, els bacteris desnitrificants transformen l'NO_{3}^{-} en N₂, que torna a l'atmosfera. El N₂ també és transformat en NH_{4}^{+} a través de la fixació industrial principalment per a la fabricació d'adobs. En el mar, el nitrogen atmosféric també és transformat en NH₄^{+} a través de la fixació biològica, principalment pels cianobacteris (els llamps afavoreixen el procés). El procés d'anammox, que duen a terme alguns bacteris anaerobis, transforma directament NO₂^{-} en gas nitrogen (N₂), que torna a l'atmosfera.

El nitrogen atmosfèric ha de ser processat, o "fixat" per a poder ser usat per les plantes. Part de la fixació ocorre per llamps però la majoria la fan bacteris simbiòtics que tenen l'enzim nitrogenasa que combina el gas nitrogen amb hidrogen per produir amoni.

#### Conversió de N₂
La conversió de nitrogen (N₂) de l'atmosfera en una forma disponible per les plantes i, per tant, per animals i humans és un important pas en el cicle del nitrogen. Hi ha quatre vies per convertir el N₂ (gas nitrogen atmosfèric) en formes més reactives químicament:
1. Fixació biològica: a càrrec de bacteris com per exemple els Rhizobium que viuen en els nòduls de les lleguminoses. Azotobacter, en canvi, és un exemple de bacteri de vida lliure
2. Fixació industrial: Es fa a grans pressions i temperatures d'uns 600 C, catalitzada pel ferro i amb el gas nitrogen atmosfèric i hidrogen es combinen per formar amoni (NH₃). En l'anomenat Procés Haber-Bosch s'aconsegueix amoni per fer fertilitzants i explosius..
3. Combustió de combustibles fòssils: que fan els motors dels automòbils i les centrals tèrmiques de producció d'energia els quals alliberen diverses formes d'òxids de nitrogen (NOx).
4. Altres processos: A més la formació de NO del N₂ i O₂ pels fotons i especialment pels llamps, poden fixar nitrogen.

### Assimilació
Les plantes poden absorbir nitrogen del sòl mitjançant els pèls de les seves arrels en la forma ja sigui d'ions de nitrat o amoni.
La planta absorbeix nitrat, que primer es redueix a ions de nitrit i després a ions d'amoni per a incorporar-los a aminoàcids, àcids nucleics i clorofil·la. En les plantes que tenen relacions mutualístiques amb Rhizobium una part del nitrogen és assimilat directament en forma d'amoni dels nòduls. Els animals, els fongs i altres organismes heteròtrofs obtenen el nitrogen d'aminoàcids, nucleòtids i altres molècules orgàniques petites.

### Amonificació
Quan mor una planta o un animal, o un animal excreta residus, la forma inicial de nitrogen és l'orgànica. Els bacteris, o les fongs en certs casos, converteixen el nitrogen orgànic dins les restes a amoni (NH₄+), a aquest procés s'anomena amonificació o mineralització.
Els enzims implicats són aquests:
- GS: Gln Synthetase (citosòlic i plàstidi)
- GOGAT: Glu 2-oxoglutarat aminotransferasa (ferredoxina i NADH dependent)
- GDH: Glu Deshidrogenasa:
  - Paper menor en l'assimilació d'amoni.
  - Important en el catabolisme aminoàcid.

### Nitrificació
La conversió d'amoni a nitrat la fan principalment bacteris que viuen en el sòl.

### Desnitrificació
La desnitrificació és la reducció dels nitrats en la forma inert de gas nitrogen (N₂), completant el cicle del nitrogen..

### Oxidació anaeròbia de l'amoni
En aquest procés biològic, el nitrit i l'amoni es converteixen directament en gas nitrogen elemental (N₂). Aquest procés fa la major producció de nitrogen elemental en els oceans.

## Influència humana
Els humans han doblat de llarg la transferència anual de nitrogen en formes biològicament disponibles (pel conreu de lleguminoses, producció de fertilitzants nitrogenats, contaminació, etc). A més, han contribuït a transferir gasos de nitrogen a l'atmosfera terrestre i de la terra a sistemes aquàtics.
El N₂O (òxid de dinitrogen) ha augmentat en l'atmosfera per la fertilització agrícola, crema de biomassa, ramaderia i altres fonts industrials. El N₂O té efectes deleteris en l'estratosfera on es degrada i catalitza la destrucció de la capa d'ozó.
El N₂O en l'atmosfera és un gas amb efecte d'hivernacle, actualment el tercer gas que contribueix a l'escalfament global, després del diòxid de carboni i el metà.
El NH₃ (amoníac) s'ha triplicat en l'atmosfera per l'activitat humana. Reacciona en l'atmosfera on actua com un aerosol, eventualment forma àcid nítric (HNO₃) i provoca pluja àcida. Els NH₃ i HNO₃ danyen els sistemes respiratoris.
Totes les formes de combustió a alta temperatura han contribuït a incrementar de 6 a 7 vegades el flux de NOx a l'atmosfera. Encara que el principal sigui els combustibles fòssils, tots els combustibles hi contribueixen, fins i tot els biocombustibles i la crema d'hidrogen.
El marc conceptual de les fronteres planetàries considera que l'alteració del cicle del nitrogen és, juntament amb la pèrdua de biodiversitat, el procés fonamental per a garantir l'estabilitat del sistema terra que es troba en més perill, i es troba en l'estat "més enllà de la zona d'incertesa i tendent a l'alt risc".